# RTÉ One
```
RTÉ One
（愛爾蘭語：
RTÉ a hAon
）是
愛爾蘭廣播電視
（RTÉ）的旗艦
電視
頻道
，也是
愛爾蘭共和國
收視率最高的電視頻道。RTÉ One開始播出於1961年12月31日，當時的名稱是
Telefís Éireann
，在1966年改名為RTÉ電視（
RTÉ Television
）。1978年RTÉ 2開播之後再改名為RTÉ 1。98%的愛爾蘭人可以收看RTÉ One的高畫質節目。此外
北愛爾蘭
的觀眾也可以收看到RTÉ One。
```